# Déboulonnage

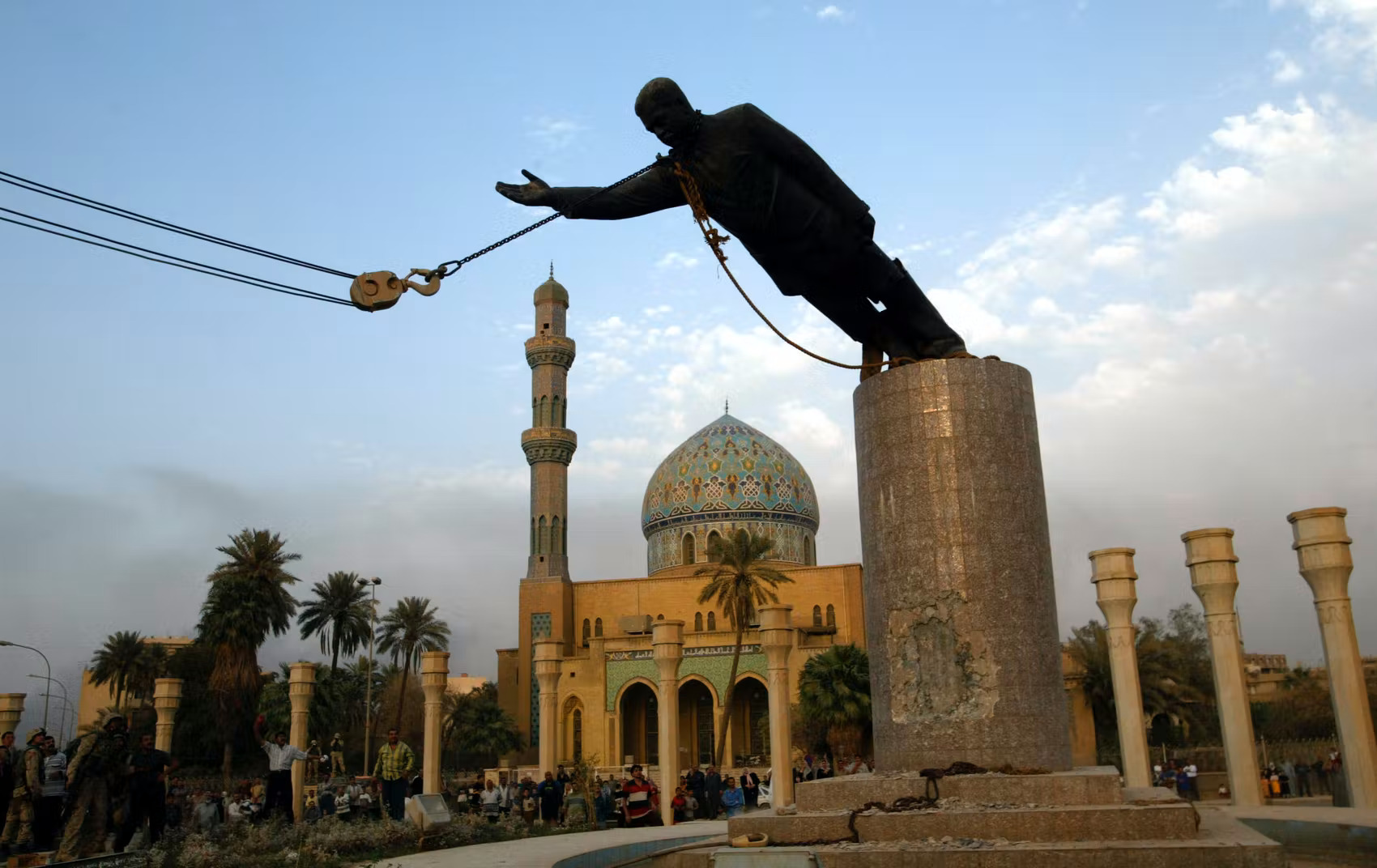
Déboulonnage de la statue de Sadam Hussein en 2003.

Un déboulonnage est une opération au cours de laquelle une statue située dans l'espace public en est retirée du fait de l'intervention d'un groupe aux yeux duquel la personnalité représentée en sculpture ne mérite pas l'honneur d'un tel monument, ou ne le mérite plus. C'est un exemple de dé-commémoration.
Il prend souvent la forme d'un renversement qui voit une statue se tenant jusqu'alors debout, basculée vers le sol depuis son éventuel piédestal, sans aucun ménagement particulier, le plus généralement à la faveur de la traction sur une ou plusieurs cordes, par les participants à un mouvement sociopolitique condamnant le pouvoir ou la moralité du sujet de l'œuvre en question.

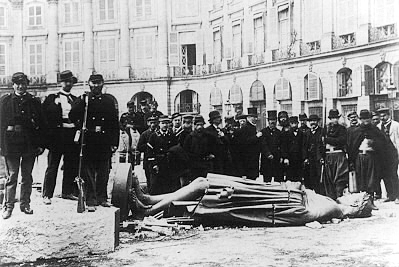
Communards en 1871 devant la statue de Napoléon, place Vendôme à Paris.

Forme de vandalisme iconoclaste jouant de la violence symbolique pour marquer de façon spectaculaire un changement de régime, le déboulonnage fait partie du répertoire d'actions des révolutionnaires. Selon Matthew Parris, la foule qui déboulonne une statue n'efface pas l’histoire, mais au contraire elle l’écrit.

## Quelques déboulonnages célèbres
- 1871 : colonne Vendôme et statue de Napoléon, pendant la Commune de Paris, France.
- 1970 : statue d'Adolphe Thiers à Nancy, France.
- 2003 : statue de Sadam Hussein à Bagdad, Irak.
- 2011 : Monument à l'Humanité (en), de Mehmet Aksoy (en), à Kars, symbolisant l'amitié turco-arménienne, détruit à la demande du Premier ministre Erdogan[2].
- 2015 : statue de Cecil Rhodes sur le campus du Cap en Afrique du Sud, dans le cadre de la campagne Rhodes Must Fall.
- 2015 : statue de Lénine à Kramatorsk, Ukraine.
- 2020 : statues de Victor Schoelcher, Joséphine de Beauharnais et Pierre Belain D'Esnambuc en Martinique.
- 2020 : statue d'Edward Colston à Bristol, Royaume-Uni.
- 2020 : statue de Christophe Colomb à Saint Paul, États-Unis.

## Galerie

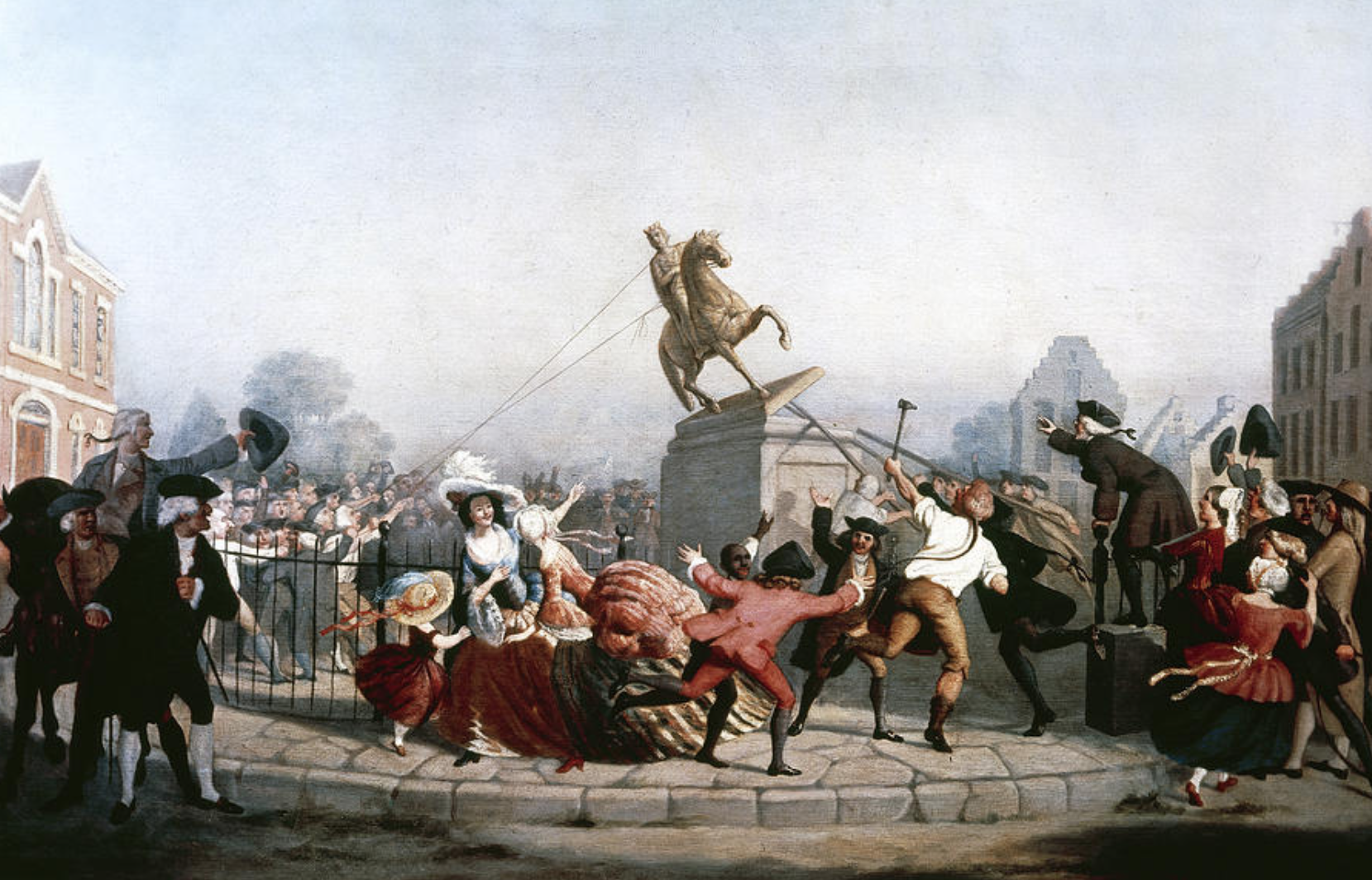
En 1776, pendant la guerre d'indépendance américaine, déboulonnage de la statue équestre de George III sur Bowling Green à New York.
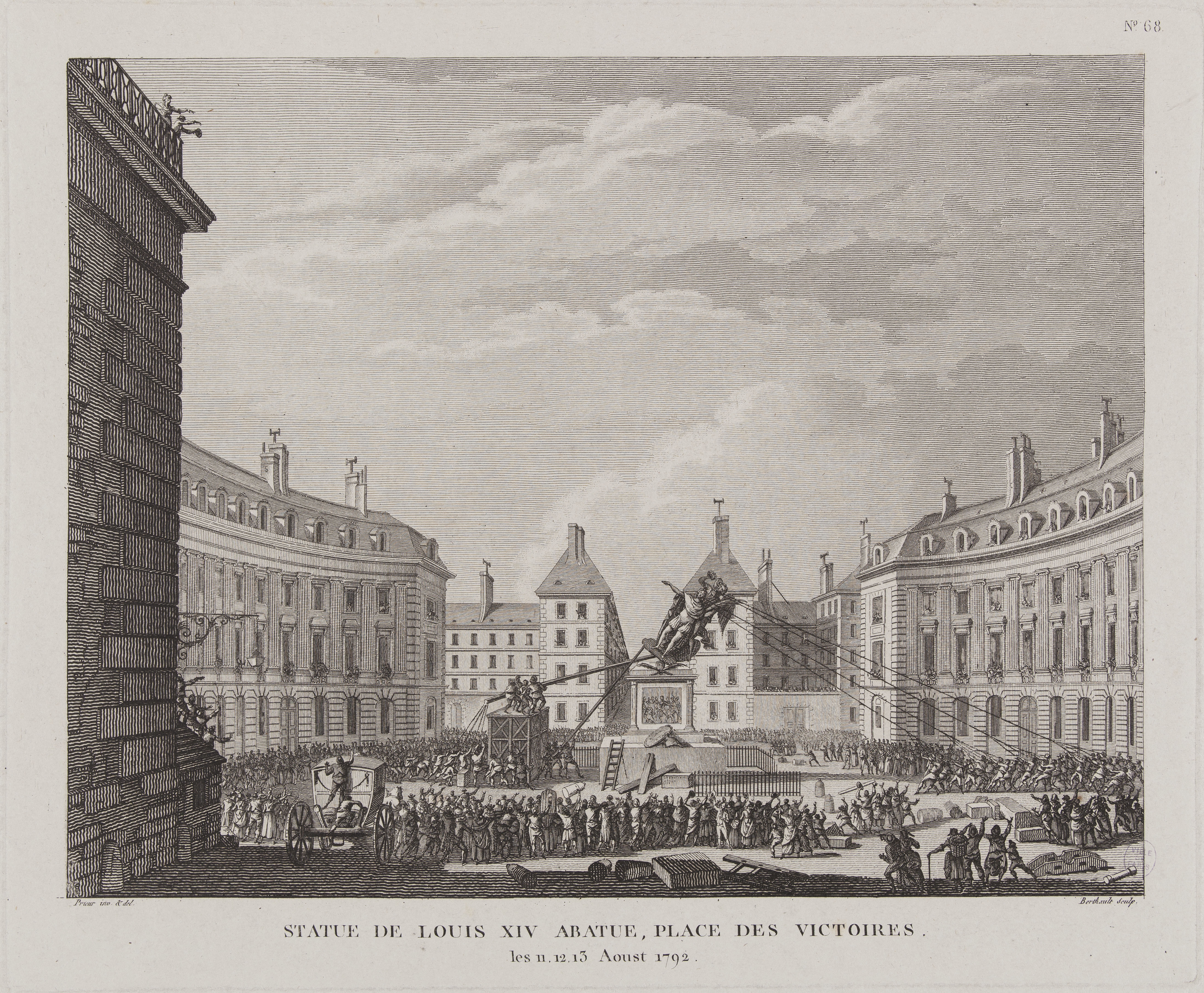
Abatage en août 1792 de la statue de Louis XIV située place des Victoires à Paris.
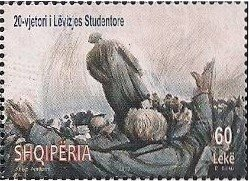
Timbre postal albanais représentant le renversement d'une statue à la gloire d'Enver Hoxha.
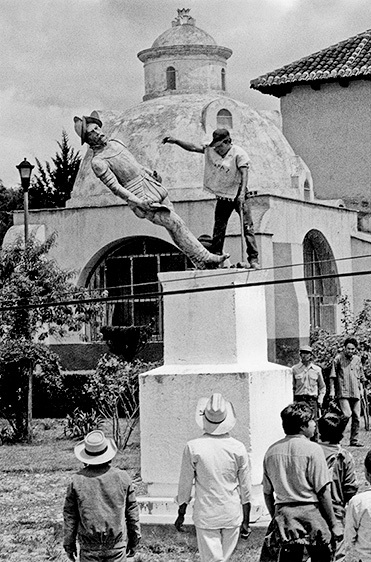
Renversement de la statue du conquistador Diego de Mazariegos le 12 octobre 1992 à San Cristobal de Las Casas (Mexique).
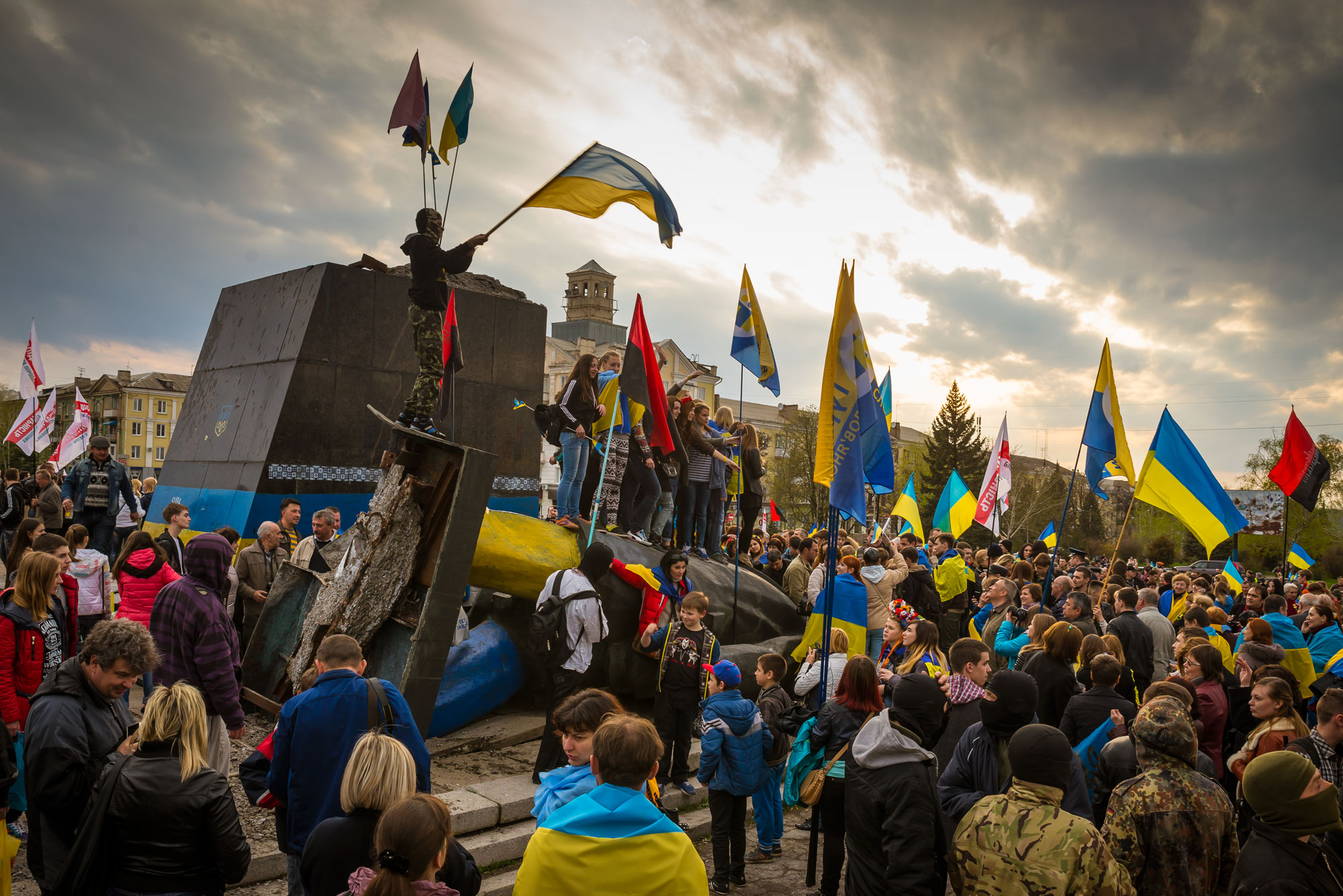
Déboulonnage, en avril 2015, de la statue de Lénine à Kramatorsk en Ukraine.
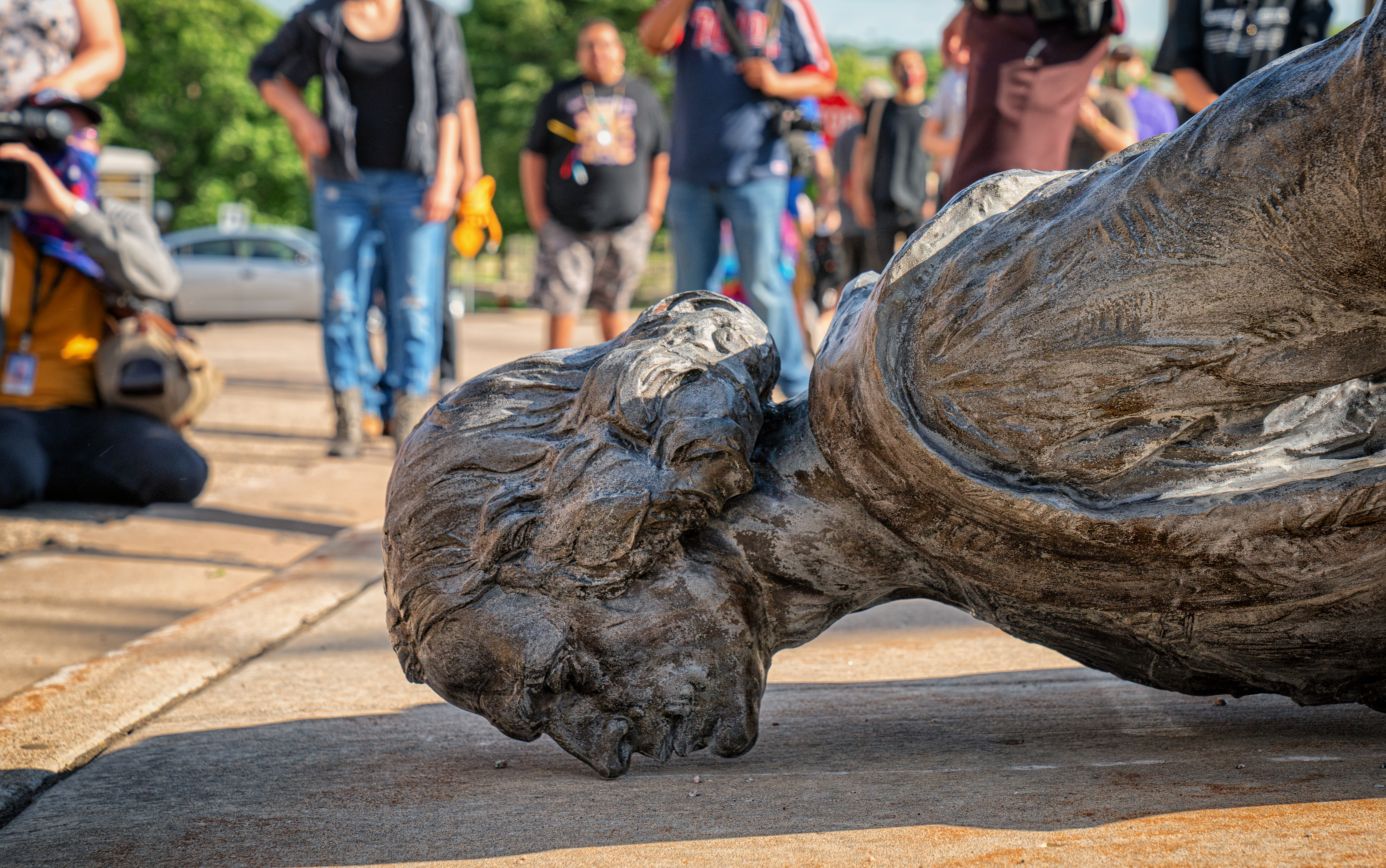
La statue de Christophe Colomb abattue à Saint Paul, au Capitole de l'État du Minnesota, le 10 juin 2020.